# Go Vacation
Go Vacation  (ゴーバケーション, Gō Bakēshon) é uma variedade de jogos de vídeo desenvolvido e publicado pela Namco Bandai para o Wii, como uma pseudo-sequência de jogos para We ski e We Ski & Snowboard. No jogo, os jogadores exploraram uma ilha com quatro resorts paradisíacos e jogam mais de 50 mini-jogos. Um port em HD está previsto para lançamento no Nintendo Switch em julho de 2018.

## Jogabilidade
Os jogadores exploram 4 resorts na ilha Kawawii, os resortes sãoː Marinha, Cidade, Montanha e Neve.

## Resorts
A Marinha Resort centra-se sobre a base de água de esportes e oferece jogos como vôlei de praia, surf, natação, água arma batalhas, ATV corridas, da marinha de bicicleta truques (um evento no qual os jogadores competem na marinha de bicicletas para terra truques diferentes) e mergulho. O transporte disponíveis é de barco e passeio de avião. Disponível engrenagem é marinhos motos e ATV.
O Resort urbano concentra-se no extremo desportivas e de lazer e oferece jogos como o jogo de hóquei de mesa, uma torta jogando jogo, e um jogo de patinação no qual os jogadores usam um skate ou patins para realizar acrobacias ou moer vários trilhos e edifícios em torno da cidade. O transporte disponíveis é o bonde. Disponível engrenagem é patins e skate.
O Mountain Resort, centra-se em actividades ao ar livre e inclui lugares para praticar o rafting, canoagem, exploração, off-road de corrida de carro e andar a cavalo. Disponíveis de transporte é o trem e barco. Disponível artes de cavalos, o carro off-road e caiaque.
O Resort de Neve se concentra em esportes de inverno e os anfitriões de jogos, tais como saltos de esqui, snow tubing, snowboard, futebol, bola de neve e de luta. O transporte disponíveis é cadeiras e helicópteros. Disponível engrenagem é skis, snowboard, snowmobile e snowtube.